# Ichinojō Takashi
Ichinojō Takashi (jap. 逸ノ城 駿; * 7. April 1993 in Archangai-Aimag als Altankhuyag Ichinnorow) ist ein ehemaliger mongolischer Sumōringer in der japanischen Makuuchi-Division.

## Jugend
Ichinnorow besuchte die Johoku Highschool in Tottori, wo er zunächst im Judo trainierte. Der Sumōtrainer der Schule überzeugte ihn dann von einem Wechsel in den Sumōsport. Dort verzeichnete er schnell Erfolge wie den Gewinn von fünf Amateur-Turnieren. Im Jahr 2013 gewann er auch ein nationales Amateur-Sumōturnier und bekam den Titel des Amateur-Yokozuna.

## Beginn der Sumō-Karriere
Danach wurde er Mitglied in dem Stall Minato-beya. Aufgrund seiner Erfolge im Amateur-Sumō durfte er unter seinem Ringnamen Ichinojō im Januar 2014 sofort in der Makushita-Division antreten. Sein Debüt gestaltete er mit einer Bilanz von 6-1 und besiegte dabei unter anderem den späteren Maegashira Amuru. Durch ein weiteres 6-1 im März gelang ihm der Aufstieg in die zweithöchste Division (Jūryō). In diesem Turnier konnte er gegen einige Kämpfer mit Jūryō-Erfahrung gewinnen.

## Karriere als Sekitori
Bei seinem Jūryō-Debüt erreichte Ichinojō ein 11-4 und damit ein Vier-Mann-Playoff um den Turniersieg. Die anderen drei Rikishi waren Kotoyūki, Seirō und Kagamio, gegen die er zuvor alle verloren hatte. Im Halbfinale des Playoffs siegte Ichinojō über Kotoyūki und traf im Finale auf seinen Landsmann Kagamio, der zu diesem Zeitpunkt bereits Makuuchi-Erfahrung hatte. Ichinojō gewann auch diesen Kampf und damit sein erstes Yusho im professionellen Sumō. Im Juli 2014 überzeugte er mit einem 13-2. Am letzten Tag unterlag er dem ehemaligen Komusubi Tochinoshin, der damit ebenfalls eine 13-2 Bilanz vorweisen konnte. Im Yusho-Playoff konnte sich Tochinoshin ein weiteres Mal gegen Ichinojō durchsetzen.
Im nächsten Turnier durfte Ichinojō als Maegashira 10 in der Makuuchi-Division debütieren und griff auch dort in das Rennen um den Turniersieg ein. Nach 13 Tagen stand er bei 12-1, verlor an Tag 14 aber gegen den späteren Gesamtsieger Yokozuna Hakuhō und beendete das Basho mit einer Bilanz von 13-2. Er besiegte in diesem Turnier unter anderem die Ōzeki Kisenosato und Gōeidō sowie Yokozuna Kakuryū. Zusätzlich zu dem Jun-Yusho und seinem ersten Kinboshi wurde er noch mit dem Shukun-shō und dem Kantō-shō ausgezeichnet. Überraschenderweise besiegte er sowohl Yokozuna Kakuryū als auch Ōzeki Kisenosato mit der Technik Hatakikomi, indem er nach dem Tachi-ai zur Seite sprang. Ichinojō wurde nach dem Turnier sofort in den Rang eines Sekiwake befördert.
Das San'yaku-Debüt im November 2014 endete für ihn mit einem knappen Kachi-koshi (8-7). Damit konnte er seinen Rang zunächst verteidigen. Im Januar 2015 folgte jedoch das erste Make-koshi in seiner Karriere (6-9), weshalb er die San'yaku-Ränge vorerst wieder verlassen musste. Er meldete sich im März mit einem 9-6 zurück und erhielt zudem seinen zweiten Kinboshi für einen Sieg über Yokozuna Harumafuji. Beim Natsu Basho 2015 ging er als Komusubi an den Start, schlug am ersten Turniertag Yokozuna Hakuhō und erreichte am Ende auch ein Kachi-koshi. Sein Sekiwake-Comeback in Nagoya endete mit einem deutlichen Make-koshi (4-11).
Im Jahr 2016 war Ichinojo weniger erfolgreich, wenn er gegen hochrangige Gegner antreten musste. Ein Highlight war in dieser Phase allerdings sein Sieg gegen Harumafuji, der ihm seinen 3. Kinboshi (Goldenen Stern, Preis für den Sieg eines Maegashira gegen einen Yokozuna) einbrachte. Im September musste er Verletzungsbedingt dem Aki Basho in Tokyo fernbleiben, er hatte sich am 25. August 2016 bei einem Regionalturnier am Rücken verletzt. Es war das erste Mal, dass Ichinojo absagen musste.
2017 errang Ichinojo zwar 4 Kachi-koshi (jap. 勝ち越し, Positive Siegbilanzen), blieb aber gegen Gegner in den san'yaku Rängen erfolglos. Zum Jahresende konnte er seine Leistung mit einer 10:5-Siegbilanz im Kyushu Basho in Fukuoka, wo er auch seinen 4. Kinboshi erringen konnte, deutlich steigern. Am 8. Wettkampftag besiegte er Yokozuna Kisenosato.
In das Jahr 2018 startete er im Rang des Maegashira 1 West und konnte das Hatsu Basho (Tokyo) im Februar mit einem Kachi-kochi von 10-5 abschließen. Darüber hinaus errang er dort durch einen erneuten Sieg über Yokozuna Kisenosato seinen 5. Kinboshi. Durch die Erfolge wurde er in den Rang des Komosubi 1 East befördert, als der er in das Märztournier von Osaka startete.

## Kampfstatistik
| Jahr | Hatsu basho (Januar) Tokyo | Haru basho (März) Osaka | Natsu basho (Mai) Tokyo | Nagoya basho (Juli) Nagoya | Aki basho (September) Tokyo | Kyushu basho (November) Fukuoka |
| ---- | -------------------------- | ----------------------- | ----------------------- | -------------------------- | --------------------------- | ------------------------------- |
| 2013 |                            |                         |                         |                            |                             | Maezumo 0-0-2                   |
| 2014 | Makushita 15 TD 6-1        | Makushita 3 West 6-1    | Juryo 10 West 11-4 Y    | Juryo 3 West 13-2 D        | Maegashira 10 Ost 13-2 J    | Sekiwake 1 West 8-7             |
| 2015 | Sekiwake 1 West 6-9        | Maegashira 1 West 9-6   | Komusubi 1 West 8-7     | Sekiwake 1 West 4-11       | Maegashira 4 Ost 9-6        | Maegashira 1 East 6-9           |
| 2016 | Maegashira 3 East 2-13     | Maegashira 11 East 11-4 | Maegashira 2 West 5-10  | Maegashira 7 East 9-6      | Maegashira 3 West 0-0-15    | Maegashira 13 West 7-8          |
| 2017 | Maegashira 13 West 11-4    | Maegashira 7 East 6-9   | Maegashira 9 East 8-7   | Maegashira 6 East 7-8      | Maegashira 6 East 8-7       | Maegashira 4 West 10-5          |
| 2018 | Maegashira 1 West 10-5     | Komosubi 1 East -       |                         |                            |                             |                                 |

## Kurioses
Die ersten drei Begegnungen zwischen Ichinojō und Terunofuji waren von außergewöhnlicher Länge. Die Kämpfe vom Kyushu Basho 2014 (2 Minuten und 12 Sekunden), Hatsu Basho 2015 (4 Minuten und 48 Sekunden) und Haru Basho 2015 (3 Minuten und 54 Sekunden) dauerten zusammengerechnet knapp 11 Minuten. Sowohl im Januar als auch im März wurde nach zirka drei Minuten eine Trinkpause angeordnet.
Ichinojō kämpfte in seinem zweiten Turnier in der Makuuchi-Division bereits im Rang eines Sekiwake und hält damit einen Rekord.